# Bénesse-lès-Dax
Bénesse-lès-Dax is een gemeente in het Franse departement Landes (regio Nouvelle-Aquitaine) en telt 454 inwoners (1999). De plaats maakt deel uit van het arrondissement Dax.

## Geografie
De oppervlakte van Bénesse-lès-Dax bedraagt 5,9 km², de bevolkingsdichtheid is 76,9 inwoners per km².
De onderstaande kaart toont de ligging van Bénesse-lès-Dax met de belangrijkste infrastructuur en aangrenzende gemeenten.

## Demografie
Onderstaande figuur toont het verloop van het inwonertal (bron: INSEE-tellingen).